# Medagliati ai campionati mondiali di sollevamento pesi
Questa è la lista dei medagliati maschili ai campionati mondiali di sollevamento pesi, organizzati dalla IWF dal 1905, la cui prima edizione si è svolta nel 1891, suddivisi per categorie di peso.

## Introduzione
Pesi mosca
- 52 kg: 1969–1991
- 54 kg: 1993–1997
- non disputata: 1998–2017
- 55 kg: 2018–2024

Pesi gallo
- 56 kg: 1947–1991
- 59 kg: 1993–1997
- 56 kg: 1998–2017
- 61 kg: 2018–2024
- 60 kg: 2025–

Pesi piuma
- 60 kg: 1906–1991
- 64 kg: 1993–1997
- 62 kg: 1998–2017
- 67 kg: 2018–2024
- 65 kg: 2025–

Pesi leggeri
- 67.5 kg: 1905
- 70 kg: 1906–1913
- 67.5 kg: 1920–1991
- 70 kg: 1993–1997
- 69 kg: 1998–2017
- 73 kg: 2018–2024
- 71 kg: 2025–

Pesi medi
- 80 kg: 1905–1913
- 75 kg: 1920–1991
- 76 kg: 1993–1997
- 77 kg: 1998–2017
- 81 kg: 2018–2024
- 79 kg: 2025–

Pesi massimi leggeri
- 82.5 kg: 1920–1991
- 83 kg: 1993–1997
- 85 kg: 1998–2017
- 89 kg: 2018–2024
- 88 kg: 2025–

Pesi mediomassimi
- 90 kg: 1951–1991
- 91 kg: 1993–1997
- 94 kg: 1998–2017
- 96 kg: 2018–2024
- 98 kg: 2025–

Pesi massimi primi
- 100 kg: 1977–1991
- 99 kg: 1993–1997
- non disputata: 1998–2017
- 102 kg: 2018–2024

Pesi massimi
- Open: 1891–1904
- Oltre 80 kg: 1905–1913
- Oltre 82.5 kg: 1920–1950
- Oltre 90 kg: 1951–1968
- 110 kg: 1969–1991
- 108 kg: 1993–1997
- 105 kg: 1998–2017
- 109 kg: 2018–2024
- 110 kg: 2025–

Pesi supermassimi
- Oltre 110 kg: 1969–1991
- Oltre 108 kg: 1993–1997
- Oltre 105 kg: 1998–2017
- Oltre 109 kg: 2018–2024
- Oltre 110 kg: 2025–

Medagliere
Plurimedagliati

## Pesi mosca
La categoria dei pesi mosca debutta ai campionati nel 1969. Non venne inclusa nel programma tra il 1998 e il 2017. Ha cambiato per tre volte il limite di peso ed è stata presente per 32 edizioni.
Cronologia limite peso
| Limite       | Periodo   |
| ------------ | --------- |
| Fino a 52 kg | 1969–1991 |
| Fino a 54 kg | 1993–1997 |
| Fino a 55 kg | 2018–2024 |

Albo d'oro
| Anno | Luogo             | Oro                  | Argento            | Bronzo                |
| ---- | ----------------- | -------------------- | ------------------ | --------------------- |
| 1969 | Varsavia          | Vladyslav Kryščyšyn  | Vladimir Smetanin  | Walter Szołtysek      |
| 1970 | Columbus          | Salvador del Rosario | Zygmunt Smalcerz   | Charlie Depthios      |
| 1971 | Lima              | Zygmunt Smalcerz     | Sándor Holczreiter | Masahiro Ueki         |
| 1972 | Monaco di Baviera | Zygmunt Smalcerz     | Lajos Szűcs        | Sándor Holczreiter    |
| 1973 | L'Avana           | Mohammad Nassiri     | Lajos Szűcs        | Zygmunt Smalcerz      |
| 1974 | Manila            | Mohammad Nassiri     | György Kőszegi     | Takeshi Horikoshi     |
| 1975 | Mosca             | Zygmunt Smalcerz     | Aleksandr Voronin  | Lajos Szűcs           |
| 1976 | Montréal          | Aleksandr Voronin    | György Kőszegi     | Mohammad Nassiri      |
| 1977 | Stoccarda         | Aleksandr Voronin    | György Kőszegi     | Francisco Casamayor   |
| 1978 | Gettysburg        | Kanıbek Osmonaliev   | Tadeusz Golik      | Francisco Casamayor   |
| 1979 | Salonicco         | Kanıbek Osmonaliev   | Ferenc Hornyák     | Argento a pari merito |
| 1979 | Salonicco         | Kanıbek Osmonaliev   | Aleksandr Voronin  | Argento a pari merito |
| 1980 | Mosca             | Kanıbek Osmonaliev   | Ho Bong-chol       | Han Gyong-si          |
| 1981 | Lilla             | Kanıbek Osmonaliev   | Jacek Gutowski     | Kazushito Manabe      |
| 1982 | Lubiana           | Stefan Leletko       | Ženja Sarandaliev  | Jacek Gutowski        |
| 1983 | Mosca             | Neno Terzijski       | Jacek Gutowski     | Stefan Leletko        |
| 1984 | Los Angeles       | Zeng Guoqiang        | Zhou Peishun       | Kazushito Manabe      |
| 1985 | Södertälje        | Sevdalin Marinov     | Zeng Guoqiang      | Bernard Piekorz       |
| 1986 | Sofia             | Sevdalin Marinov     | Jacek Gutowski     | Aleksej Kolokol'cev   |
| 1987 | Ostrava           | Sevdalin Marinov     | He Zhuoqiang       | Jacek Gutowski        |
| 1989 | Atene             | Ivan Ivanov          | He Zhuoqiang       | Traian Cihărean       |
| 1990 | Budapest          | Ivan Ivanov          | Huang Xiliang      | Zhang Zairong         |
| 1991 | Donaueschingen    | Ivan Ivanov          | Sevdalin Minčev    | Zhang Zairong         |
| 1993 | Melbourne         | Ivan Ivanov          | Halil Mutlu        | Ko Kwang-ku           |
| 1994 | Istanbul          | Halil Mutlu          | Ivan Ivanov        | Sevdalin Minčev       |
| 1995 | Canton            | Zhang Xiangsen       | Halil Mutlu        | Lan Shizhang          |
| 1997 | Chiang Mai        | Lan Shizhang         | Yang Bin           | Wang Shin-yuan        |
| 2018 | Aşgabat           | Om Yun-chol          | Arli Chontey       | Mirco Scarantino      |
| 2019 | Pattaya           | Om Yun-chol          | Igor Son           | Mansour Al-Saleem     |
| 2021 | Tashkent          | Arli Chontey         | Thada Somboon-uan  | Angel Rusev           |
| 2022 | Bogotà            | Theerapong Silachai  | Ngô Sơn Đỉnh       | Kim Yong-ho           |
| 2023 | Riad              | Lại Gia Thành        | Ngô Sơn Đỉnh       | Natthawat Chomchuen   |
| 2024 | Manama            | Natthawat Chomchuen  | Thiago Silva       | Fernando Agad         |

## Pesi gallo
La categoria dei pesi gallo debutta ai campionati nel 1947. Ha cambiato per cinque volte il limite di peso ed è stata presente per 64 edizioni.
Cronologia limite peso
| Limite       | Periodo   |
| ------------ | --------- |
| Fino a 56 kg | 1947–1991 |
| Fino a 59 kg | 1993–1997 |
| Fino a 56 kg | 1998–2017 |
| Fino a 61 kg | 2018–2024 |
| Fino a 60 kg | 2025–     |

Albo d'oro
| Anno | Luogo             | Oro                | Argento             | Bronzo               |
| ---- | ----------------- | ------------------ | ------------------- | -------------------- |
| 1947 | Filadelfia        | Joseph DePietro    | Richard Tom         | Rosaire Smith        |
| 1949 | Scheveningen      | Mahmoud Namdjou    | Kamal Mahgoub       | Joseph DePietro      |
| 1950 | Parigi            | Mahmoud Namdjou    | Rafaėl' Čimiškjan   | Kamal Mahgoub        |
| 1951 | Milano            | Mahmoud Namdjou    | Ali Mirzaei         | Kamal Mahgoub        |
| 1953 | Stoccolma         | Ivan Udodov        | Kamal Mahgoub       | Karel Saitl          |
| 1954 | Vienna            | Bakir Farchutdinov | Mahmoud Namdjou     | Ali Mirzaei          |
| 1955 | Monaco di Baviera | Vladimir Stogov    | Charles Vinci       | Mahmoud Namdjou      |
| 1957 | Teheran           | Vladimir Stogov    | Ali Safa-Sonboli    | Mahmoud Namdjou      |
| 1958 | Stoccolma         | Vladimir Stogov    | Charles Vinci       | Ali Safa-Sonboli     |
| 1959 | Varsavia          | Vladimir Stogov    | Marian Jankowski    | Imre Földi           |
| 1961 | Vienna            | Vladimir Stogov    | Imre Földi          | Yoshinobu Miyake     |
| 1962 | Budapest          | Yoshinobu Miyake   | Imre Földi          | Vladimir Stogov      |
| 1963 | Stoccolma         | Aleksej Vachonin   | Hiroshi Fukuda      | Shirō Ichinoseki     |
| 1964 | Tokyo             | Aleksej Vachonin   | Imre Földi          | Shirō Ichinoseki     |
| 1965 | Teheran           | Imre Földi         | Shirō Ichinoseki    | Yoshiyuki Miyake     |
| 1966 | Berlino Est       | Aleksej Vachonin   | Imre Földi          | Mohammad Nassiri     |
| 1968 | Città del Messico | Mohammad Nassiri   | Imre Földi          | Henryk Trębicki      |
| 1969 | Varsavia          | Mohammad Nassiri   | Atanas Kirov        | Hiroshi Ono          |
| 1970 | Columbus          | Mohammad Nassiri   | Kenkichi Andō       | Fernando Báez        |
| 1971 | Lima              | Gennadij Četin     | Henryk Trębicki     | Mohammad Nassiri     |
| 1972 | Monaco di Baviera | Imre Földi         | Mohammad Nassiri    | Gennadij Četin       |
| 1973 | L'Avana           | Atanas Kirov       | Georgi Todorov      | Koji Miki            |
| 1974 | Manila            | Atanas Kirov       | Leszek Skorupa      | Jirō Hosotani        |
| 1975 | Mosca             | Atanas Kirov       | Waldemar Korcz      | Karel Prohl          |
| 1976 | Montréal          | Norajr Nurikjan    | Grzegorz Cziura     | Kenkichi Andō        |
| 1977 | Stoccarda         | Jirō Hosotani      | Georgi Todorov      | Chen Manlin          |
| 1978 | Gettysburg        | Daniel Núñez       | Marek Seweryn       | Kenkichi Andō        |
| 1979 | Salonicco         | Anton Kodžabašev   | Viktor Veretennikov | Tadeusz Dembończyk   |
| 1980 | Mosca             | Daniel Núñez       | Yourik Sargsyan     | Tadeusz Dembończyk   |
| 1981 | Lilla             | Anton Kodžabašev   | Andreas Letz        | Nikolaj Zacharov     |
| 1982 | Lubiana           | Anton Kodžabašev   | Oksen Mirzoyan      | Wu Shude             |
| 1983 | Mosca             | Oksen Mirzoyan     | Naim Sjulejmanov    | Andreas Letz         |
| 1984 | Los Angeles       | Wu Shude           | Lai Runming         | Masahiro Kotaka      |
| 1985 | Södertälje        | Neno Terzijski     | Oksen Mirzoyan      | He Yingqiang         |
| 1986 | Sofia             | Mitko Grăblev      | He Yingqiang        | Oksen Mirzoyan       |
| 1987 | Ostrava           | Neno Terzijski     | Liu Shoubin         | Li Jae-son           |
| 1989 | Atene             | Hafiz Süleymanov   | Liu Shoubin         | He Yingqiang         |
| 1990 | Budapest          | Liu Shoubin        | He Yingqiang        | Chun Byung-kwan      |
| 1991 | Donaueschingen    | Chun Byung-kwan    | Liu Shoubin         | Luo Jianming         |
| 1993 | Melbourne         | Nikolaj Pešalov    | Hafız Süleymanoğlu  | Tang Lingsheng       |
| 1994 | Istanbul          | Nikolaj Pešalov    | Hafız Süleymanoğlu  | Radostin Panajotov   |
| 1995 | Canton            | Leonidas Sabanis   | Chun Byung-kwan     | Nikolaj Pešalov      |
| 1997 | Chiang Mai        | Stefan Georgiev    | Le Maosheng         | Sevdalin Minčev      |
| 1998 | Lathi             | Halil Mutlu        | Lan Shizhang        | Ivan Ivanov          |
| 1999 | Il Pireo          | Halil Mutlu        | Adrian Jigău        | Wang Shin-yuan       |
| 2001 | Adalia            | Halil Mutlu        | Wang Shin-yuan      | William Vargas       |
| 2002 | Varsavia          | Wu Meijin          | Yang Chin-yi        | Adrian Jigău         |
| 2003 | Vancouver         | Wu Meijin          | Adrian Jigău        | Sedat Artuç          |
| 2005 | Doha              | Wang Shin-yuan     | Lee Jong-hoon       | Hoàng Anh Tuấn       |
| 2006 | Santo Domingo     | Li Zheng           | Sergio Álvarez      | Hoàng Anh Tuấn       |
| 2007 | Chiang Mai        | Cha Kum-chol       | Li Zheng            | Eko Yuli Irawan      |
| 2009 | Goyang            | Long Qingquan      | Wu Jingbiao         | Sergio Álvarez       |
| 2010 | Adalia            | Wu Jingbiao        | Long Qingquan       | Cha Kum-chol         |
| 2011 | Parigi            | Wu Jingbiao        | Zhao Chaojun        | Valentin Hristov     |
| 2013 | Breslavia         | Om Yun-chol        | Long Qingquan       | Thạch Kim Tuấn       |
| 2014 | Almaty            | Om Yun-chol        | Thạch Kim Tuấn      | Long Qingquan        |
| 2015 | Houston           | Om Yun-chol        | Wu Jingbiao         | Thạch Kim Tuấn       |
| 2017 | Anaheim           | Thạch Kim Tuấn     | Trần Lê Quốc Toàn   | Carlos Berna         |
| 2018 | Aşgabat           | Eko Yuli Irawan    | Li Fabin            | Qin Fulin            |
| 2019 | Pattaya           | Li Fabin           | Eko Yuli Irawan     | Francisco Mosquera   |
| 2021 | Tashkent          | Shin Rok           | Shota Mishvelidze   | Seraj Al-Saleem      |
| 2022 | Bogotà            | Li Fabin           | Eko Yuli Irawan     | He Yueji             |
| 2023 | Riad              | Li Fabin           | Sergio Massidda     | Ding Hongjie         |
| 2024 | Manama            | Pak Myong-jin      | Aniq Kasdan         | Nguyễn Trần Anh Tuấn |

## Pesi piuma
La categoria dei pesi piuma debutta ai campionati nel 1906. Ha cambiato per cinque volte il limite di peso ed è stata presente per 77 edizioni.
Cronologia limite peso
| Limite       | Periodo   |
| ------------ | --------- |
| Fino a 60 kg | 1906–1991 |
| Fino a 64 kg | 1993–1997 |
| Fino a 62 kg | 1998–2017 |
| Fino a 67 kg | 2018–2024 |
| Fino a 65 kg | 2025–     |

Albo d'oro
| Anno | Luogo             | Oro                | Argento              | Bronzo                |
| ---- | ----------------- | ------------------ | -------------------- | --------------------- |
| 1906 | Lilla             | Daniel de Lapalud  | Joseph Staen         | Charles Cellier       |
| 1910 | Düsseldorf        | Emil Kliment       | Alfred Anschütz      | Franz Schmitz         |
| 1911 | Stoccarda         | Alfred Anschütz    | Emil Kliment         | Georg Vogel           |
| 1911 | Berlino           | Emil Kliment       | Jakob Vogt           | Oswald Greth          |
| 1911 | Dresda            | Rudolf Thamme      | Oswald Greth         | Georg Weißbeck        |
| 1911 | Vienna            | Emil Kliment       | Gustav Kubu          | Rudolf Meier          |
| 1913 | Breslavia         | Emil Kliment       | Pëtr Čerudzinskij    | Georg Vogel           |
| 1920 | Vienna            | Eugen Wiedmann     | Andreas Jaquemont    | Gustav Kubu           |
| 1922 | Tallinn           | Heinrich Graf      | Karl Kõiv            | Gustav Ernesaks       |
| 1923 | Vienna            | Andreas Stadler    | Wilhelm Rosinek      | Emil Kliment          |
| 1937 | Parigi            | Georg Liebsch      | Anton Richter        | Max Walter            |
| 1938 | Vienna            | Georg Liebsch      | Attilio Bescapè      | Anton Richter         |
| 1946 | Parigi            | Arvid Andersson    | Mahmoud Fayad        | Moisej Kas'janik      |
| 1947 | Filadelfia        | Robert Higgins     | Nam Su-il            | Emerick Ishikawa      |
| 1949 | Scheveningen      | Mahmoud Fayad      | Johan Runge          | Max Heral             |
| 1950 | Parigi            | Mahmoud Fayad      | Evgenij Lopatin      | Julian Creus          |
| 1951 | Milano            | Khalifa Said Gouda | Johan Runge          | Julian Creus          |
| 1953 | Stoccolma         | Nikolaj Saksonov   | Rafaėl' Čimiškjan    | Einar Eriksson        |
| 1954 | Vienna            | Rafaėl' Čimiškjan  | Ivan Udodov          | Nil Tun Maung         |
| 1955 | Monaco di Baviera | Rafaėl' Čimiškjan  | Ivan Udodov          | Kamal Mahgoub         |
| 1957 | Teheran           | Evgenij Minaev     | Sebastiano Mannironi | Isaac Berger          |
| 1958 | Stoccolma         | Isaac Berger       | Evgenij Minaev       | Sebastiano Mannironi  |
| 1959 | Varsavia          | Marian Zieliński   | Isaac Berger         | Sebastiano Mannironi  |
| 1961 | Vienna            | Isaac Berger       | Sebastiano Mannironi | Argento a pari merito |
| 1961 | Vienna            | Isaac Berger       | Evgenij Minaev       | Argento a pari merito |
| 1962 | Budapest          | Evgenij Minaev     | Evgenij Kacura       | Rudolf Kozłowski      |
| 1963 | Stoccolma         | Yoshinobu Miyake   | Isaac Berger         | Imre Földi            |
| 1964 | Tokyo             | Yoshinobu Miyake   | Isaac Berger         | Mieczysław Nowak      |
| 1965 | Teheran           | Yoshinobu Miyake   | Mieczysław Nowak     | Rudolf Kozłowski      |
| 1966 | Berlino Est       | Yoshinobu Miyake   | Mieczysław Nowak     | Yoshiyuki Miyake      |
| 1968 | Città del Messico | Yoshinobu Miyake   | Dito Šanidze         | Yoshiyuki Miyake      |
| 1969 | Varsavia          | Yoshiyuki Miyake   | Mladen Kučev         | Dito Šanidze          |
| 1970 | Columbus          | János Benedek      | Mladen Kučev         | Peppino Tanti         |
| 1971 | Lima              | Yoshiyuki Miyake   | Kenkichi Andō        | Norajr Nurikjan       |
| 1972 | Monaco di Baviera | Norajr Nurikjan    | Dito Šanidze         | János Benedek         |
| 1973 | L'Avana           | Dito Šanidze       | Norajr Nurikjan      | Jan Wojnowski         |
| 1974 | Manila            | Georgi Todorov     | Nikolaj Kolesnikov   | Norajr Nurikjan       |
| 1975 | Mosca             | Georgi Todorov     | Nikolaj Kolesnikov   | Antoni Pawlak         |
| 1976 | Montréal          | Nikolaj Kolesnikov | Georgi Todorov       | Kazumasa Hirai        |
| 1977 | Stoccarda         | Nikolaj Kolesnikov | Janko Rusev          | Grzegorz Cziura       |
| 1978 | Gettysburg        | Nikolaj Kolesnikov | Takashi Saitō        | Valentin Todorov      |
| 1979 | Salonicco         | Marek Seweryn      | Georgi Todorov       | Setsuya Goto          |
| 1980 | Mosca             | Viktor Mazin       | Stefan Dimitrov      | Marek Seweryn         |
| 1981 | Lilla             | Beloslav Manolov   | Daniel Núñez         | Yourik Sargsyan       |
| 1982 | Lubiana           | Yourik Sargsyan    | Andreas Behm         | Daniel Núñez          |
| 1983 | Mosca             | Yourik Sargsyan    | Stefan Topurov       | Gelu Radu             |
| 1984 | Los Angeles       | Chen Weiqiang      | Gelu Radu            | Tsai Wen-yee          |
| 1985 | Södertälje        | Naim Sjulejmanov   | Yourik Sargsyan      | Andreas Letz          |
| 1986 | Sofia             | Naim Sjulejmanov   | Attila Czanka        | Andreas Letz          |
| 1987 | Ostrava           | Stefan Topurov     | Yourik Sargsyan      | Oksen Mirzoyan        |
| 1989 | Atene             | Naim Süleymanoğlu  | Nikolaj Pešalov      | Attila Czanka         |
| 1990 | Budapest          | Nikolaj Pešalov    | Kim Yong-su          | Luo Jianming          |
| 1991 | Donaueschingen    | Naim Süleymanoğlu  | Yourik Sargsyan      | He Yingqiang          |
| 1993 | Melbourne         | Naim Süleymanoğlu  | Ri Hi-bong           | Yourik Sargsyan       |
| 1994 | Istanbul          | Naim Süleymanoğlu  | Valerios Leonidis    | Attila Czanka         |
| 1995 | Canton            | Naim Süleymanoğlu  | Valerios Leonidis    | Peng Song             |
| 1997 | Chiang Mai        | Xiao Jiangang      | Hafız Süleymanoğlu   | Asif Məlikov          |
| 1998 | Lathi             | Leonidas Sabanis   | Nikolaj Pešalov      | Sevdalin Minčev       |
| 1999 | Il Pireo          | Le Maosheng        | Leonidas Sabanis     | Sevdalin Minčev       |
| 2001 | Adalia            | Hennadij Oleščuk   | Li Yinglong          | Stefan Georgiev       |
| 2002 | Varsavia          | Im Yong-su         | Le Maosheng          | Stefan Georgiev       |
| 2003 | Vancouver         | Halil Mutlu        | Shi Zhiyong          | Le Maosheng           |
| 2005 | Doha              | Qiu Le             | Zhang Ping           | Adrian Jigău          |
| 2006 | Santo Domingo     | Qiu Le             | Óscar Figueroa       | Diego Salazar         |
| 2007 | Chiang Mai        | Yang Fan           | Im Yong-su           | Ivaylo Filev          |
| 2009 | Goyang            | Ding Jianjun       | Eko Yuli Irawan      | Yang Fan              |
| 2010 | Adalia            | Kim Un-guk         | Zhang Jie            | Erol Bilgin           |
| 2011 | Parigi            | Zhang Jie          | Kim Un-guk           | Eko Yuli Irawan       |
| 2013 | Breslavia         | Chen Lijun         | Kim Un-guk           | Óscar Figueroa        |
| 2014 | Almaty            | Kim Un-guk         | Eko Yuli Irawan      | Ding Jianjun          |
| 2015 | Houston           | Chen Lijun         | Francisco Mosquera   | Óscar Figueroa        |
| 2017 | Anaheim           | Francisco Mosquera | Yōichi Itokazu       | Shota Mishvelidze     |
| 2018 | Aşgabat           | Chen Lijun         | Huang Minhao         | Julio Mayora          |
| 2019 | Pattaya           | Chen Lijun         | Feng Lüdong          | Pak Jong-ju           |
| 2021 | Tashkent          | Doston Yoqubov     | Francisco Mosquera   | Zulfat Garaev         |
| 2022 | Bogotà            | Francisco Mosquera | Chen Lijun           | Weeraphon Wichuma     |
| 2023 | Riad              | Chen Lijun         | Eko Yuli Irawan      | Gor Sahakyan          |
| 2024 | Manama            | Ri Won-ju          | Pak Pyol             | Yusuf Fehmi Genç      |

## Pesi leggeri
La categoria dei pesi leggeri debutta ai campionati nell'edizione di Berlino del 1905 ed è stata sempre presente con le eccezioni delle edizioni di Duisburg nel 1905 e quelle del 1908, del 1909 e del 1910 disputate a Vienna. Ha cambiato per sette volte il limite di peso ed è stata presente per 80 edizioni.
Cronologia limite peso
| Limite         | Periodo   |
| -------------- | --------- |
| Fino a 67,5 kg | 1905      |
| Fino a 70 kg   | 1906–1913 |
| Fino a 67,5 kg | 1920–1991 |
| Fino a 70 kg   | 1993–1997 |
| Fino a 69 kg   | 1998–2017 |
| Fino a 73 kg   | 2018–2024 |
| Fino a 71 kg   | 2025–     |

Albo d'oro
| Anno | Luogo             | Oro                   | Argento              | Bronzo                |
| ---- | ----------------- | --------------------- | -------------------- | --------------------- |
| 1905 | Berlino           | Nikolaus Winkler      | Albert Hansen        | Paul Grimm            |
| 1905 | Parigi            | Pierre Buisson        | Charles Liébault     | Marcel Bouteiller     |
| 1905 | Parigi            | Pierre Buisson        | Charles Liébault     | Robert Fredon         |
| 1906 | Lilla             | Georges Lorthiois     | Pierre Slosse        | Arthur Fessler        |
| 1907 | Francoforte       | Johannes Zebrowsky    | Virgile Guerraz      | Henrich Glenzer       |
| 1910 | Düsseldorf        | Eugen Ruhland         | Karl Swoboda         | Josef Schwabl         |
| 1911 | Stoccarda         | Ulrich Blaser         | Franz Komarek        | Peter Reinmuth        |
| 1911 | Berlino           | Josef Schwabl         | Albert Meyer         | Paul Gnauk            |
| 1911 | Dresda            | Albert Meyer          | Nikolaus Winkler     | Max Kempe             |
| 1911 | Vienna            | Franz Komarek         | Josef Schwabl        | Leopold Butzek        |
| 1913 | Breslavia         | Wilhelm Köhler        | Karl Samfaß          | Karl Swoboda          |
| 1920 | Vienna            | Philipp List          | Josef Zimmermann     | Karl Palkowitz        |
| 1922 | Tallinn           | Alfred Neuland        | Eduard Vanaaseme     | Voldemar Noormägi     |
| 1923 | Vienna            | Rudolf Edinger        | Heinrich Baumann     | Bohumil Durdis        |
| 1937 | Parigi            | Tony Terlazzo         | Robert Fein          | Karl Jansen           |
| 1938 | Vienna            | Tony Terlazzo         | Attia Hamouda        | Karl Schwitalle       |
| 1946 | Parigi            | Stanley Stanczyk      | Vladimir Svetilko    | Georgij Popov         |
| 1947 | Filadelfia        | Pete George           | Tony Terlazzo        | John Stuart           |
| 1949 | Scheveningen      | Ibrahim Shams         | Joe Pitman           | Arvid Andersson       |
| 1950 | Parigi            | Joe Pitman            | Attia Hamouda        | Vladimir Svetilko     |
| 1951 | Milano            | Ibrahim Shams         | Joe Pitman           | Hassan Ferdos         |
| 1953 | Stoccolma         | Pete George           | Dmitrij Ivanov       | Khalifa Said Gouda    |
| 1954 | Vienna            | Dmitrij Ivanov        | Khalifa Said Gouda   | Josef Tauchner        |
| 1955 | Monaco di Baviera | Nikolaj Kostylev      | Khalifa Said Gouda   | Nil Tun Maung         |
| 1957 | Teheran           | Viktor Bušuev         | Ivan Abadjiev        | Jan Czepułkowski      |
| 1958 | Stoccolma         | Viktor Bušuev         | Luciano De Genova    | Henrik Tamraz         |
| 1959 | Varsavia          | Viktor Bušuev         | Hakob Faraǰyan       | Abdul Wahid Aziz      |
| 1961 | Vienna            | Waldemar Baszanowski  | Sergej Lopatin       | Marian Zieliński      |
| 1962 | Budapest          | Vladimir Kaplunov     | Waldemar Baszanowski | Marian Zieliński      |
| 1963 | Stoccolma         | Marian Zieliński      | Waldemar Baszanowski | Vladimir Kaplunov     |
| 1964 | Tokyo             | Waldemar Baszanowski  | Vladimir Kaplunov    | Marian Zieliński      |
| 1965 | Teheran           | Waldemar Baszanowski  | Marian Zieliński     | Vladimir Kaplunov     |
| 1966 | Berlino Est       | Evgenij Kacura        | Marian Zieliński     | Parviz Jalayer        |
| 1968 | Città del Messico | Waldemar Baszanowski  | Parviz Jalayer       | Marian Zieliński      |
| 1969 | Varsavia          | Waldemar Baszanowski  | János Bagócs         | Zbigniew Kaczmarek    |
| 1970 | Columbus          | Zbigniew Kaczmarek    | Waldemar Baszanowski | Nasrollah Dehnavi     |
| 1971 | Lima              | Zbigniew Kaczmarek    | Waldemar Baszanowski | Mucharbij Kiržinov    |
| 1972 | Monaco di Baviera | Mucharbij Kiržinov    | Mladen Kučev         | Zbigniew Kaczmarek    |
| 1973 | L'Avana           | Mucharbij Kiržinov    | Mladen Kučev         | Petăr Janev           |
| 1974 | Manila            | Petro Korol'          | Zbigniew Kaczmarek   | Nasrollah Dehnavi     |
| 1975 | Mosca             | Petro Korol'          | Zbigniew Kaczmarek   | Mladen Kučev          |
| 1976 | Montréal          | Petro Korol'          | Daniel Senet         | Kazimierz Czarnecki   |
| 1977 | Stoccarda         | Roberto Urrutia       | Sergej Pevzner       | Zbigniew Kaczmarek    |
| 1978 | Gettysburg        | Janko Rusev           | Zbigniew Kaczmarek   | Günter Ambraß         |
| 1979 | Salonicco         | Janko Rusev           | Joachim Kunz         | Daniel Senet          |
| 1980 | Mosca             | Janko Rusev           | Joachim Kunz         | Minčo Pašov           |
| 1981 | Lilla             | Joachim Kunz          | Minčo Pašov          | Daniel Senet          |
| 1982 | Lubiana           | Piotr Mandra          | Virgil Dociu         | Zhao Xinmin           |
| 1983 | Mosca             | Joachim Kunz          | Janko Rusev          | Andreas Behm          |
| 1984 | Los Angeles       | Yao Jingyuan          | Andrei Socaci        | Jouni Grönman         |
| 1985 | Södertälje        | Mihail Petrov         | Veselin Gălăbarov    | Yao Jingyuan          |
| 1986 | Sofia             | Mihail Petrov         | Stefan Topurov       | Marek Seweryn         |
| 1987 | Ostrava           | Mihail Petrov         | Andreas Behm         | Israyel Militosyan    |
| 1989 | Atene             | Israyel Militosyan    | Joto Jotov           | Kim Myong-nam         |
| 1990 | Budapest          | Kim Myong-nam         | Joto Jotov           | Ri Hi-bong            |
| 1991 | Donaueschingen    | Joto Jotov            | Israyel Militosyan   | Kim Myong-nam         |
| 1993 | Melbourne         | Joto Jotov            | Ergün Batmaz         | Andreas Behm          |
| 1994 | Istanbul          | Fedail Güler          | Joto Jotov           | Angel Genčev          |
| 1995 | Canton            | Zhan Xugang           | Fedail Güler         | Ergün Batmaz          |
| 1997 | Chiang Mai        | Zlatan Vanev          | Zhan Xugang          | Wan Jianhui           |
| 1998 | Lathi             | Plamen Željazkov      | Giōrgos Tzelilīs     | Wan Jianhui           |
| 1999 | Il Pireo          | Gălăbin Boevski       | Giōrgos Tzelilīs     | Valerios Leōnidīs     |
| 2001 | Adalia            | Gălăbin Boevski       | Giōrgos Tzelilīs     | Reyhan Arabacıoğlu    |
| 2002 | Varsavia          | Zhang Guozheng        | Chen Chufu           | Youssef Sbai          |
| 2003 | Vancouver         | Zhang Guozheng        | Lee Bae-young        | Turan Mirzəyev        |
| 2005 | Doha              | Shi Zhiyong           | Lee Bae-young        | Vencelas Dabaya       |
| 2006 | Santo Domingo     | Vencelas Dabaya       | Shi Zhiyong          | Demir Demirev         |
| 2007 | Chiang Mai        | Zhang Guozheng        | Shi Zhiyong          | Demir Demirev         |
| 2009 | Goyang            | Liao Hui              | Aṙak‘el Mirzoyan     | Triyatno              |
| 2010 | Adalia            | Mete Binay            | Armen Ghazaryan      | Triyatno              |
| 2011 | Parigi            | Tang Deshang          | Oleg Čen             | Wu Chao               |
| 2013 | Breslavia         | Liao Hui              | Oleg Čen             | Kim Myong-hyok        |
| 2014 | Almaty            | Liao Hui              | Mohamed Ihab         | Kim Myong-hyok        |
| 2015 | Houston           | Shi Zhiyong           | Oleg Čen             | Daniyar İsmayilov     |
| 2017 | Anaheim           | Won Jeong-sik         | Tairat Bunsuk        | Bernardin Matam       |
| 2018 | Aşgabat           | Shi Zhiyong           | Won Jeong-sik        | Vadzim Licharad       |
| 2019 | Pattaya           | Shi Zhiyong           | O Kang-chol          | Božidar Andreev       |
| 2021 | Tashkent          | Rahmat Erwin Abdullah | Briken Calja         | Suttipong Jeeram      |
| 2022 | Bogotà            | Rahmat Erwin Abdullah | Rizki Juniansyah     | Aleksej Čurkin        |
| 2023 | Riad              | Weeraphon Wichuma     | Wei Yinting          | Muhammed Furkan Özbek |
| 2024 | Manama            | Ri Ryong-hyon         | Rizki Juniansyah     | Zhong Zhiguang        |

## Pesi medi
La categoria dei pesi medi debutta ai campionati nell'edizione di Berlino del 1905 ed è stata sempre presente con l'eccezione dell'edizione di Duisburg nel 1905. Ha cambiato per sei volte il limite di peso ed è stata presente per 83 edizioni.
Cronologia limite peso
| Limite       | Periodo   |
| ------------ | --------- |
| Fino a 80 kg | 1905–1913 |
| Fino a 75 kg | 1920–1991 |
| Fino a 76 kg | 1993–1997 |
| Fino a 77 kg | 1998–2017 |
| Fino a 81 kg | 2018–2024 |
| Fino a 79 kg | 2025–     |

Albo d'oro

## Pesi massimi leggeri
La categoria dei pesi massimi leggeri debutta ai campionati nell'edizione di Vienna del 1920 ed è stata sempre inclusa nel programma. Ha cambiato per cinque volte il limite di peso ed è stata presente per 70 edizioni. 
Cronologia limite peso
| Limite         | Periodo   |
| -------------- | --------- |
| Fino a 82,5 kg | 1920–1991 |
| Fino a 83 kg   | 1993–1997 |
| Fino a 85 kg   | 1998–2017 |
| Fino a 89 kg   | 2018–2024 |
| Fino a 88 kg   | 2025–     |

Albo d'oro
| Anno | Luogo             | Oro                    | Argento              | Bronzo                    |
| ---- | ----------------- | ---------------------- | -------------------- | ------------------------- |
| 1920 | Vienna            | Josef Straßberger      | Franz Zuba           | Leopold Hennermüller      |
| 1922 | Tallinn           | Roger François         | Johannes Toom        | Rudolf Tihane             |
| 1923 | Vienna            | Jaroslav Skobla        | Sebastian Haberl     | August Böhnel             |
| 1937 | Parigi            | Fritz Haller           | Louis Hostin         | Anton Gietl               |
| 1938 | Vienna            | John Davis             | Fritz Haller         | Louis Hostin              |
| 1946 | Parigi            | Grigorij Novak         | Frank Kay            | Argento a pari merito     |
| 1946 | Parigi            | Grigorij Novak         | Henri Ferrari        | Argento a pari merito     |
| 1947 | Filadelfia        | John Terpak            | Keevil Daly          | Juhani Vellamo            |
| 1949 | Scheveningen      | Stanley Stanczyk       | Jean Debuf           | Rasoul Raisi              |
| 1950 | Parigi            | Stanley Stanczyk       | Arkadij Vorob'ëv     | Awad Khalil Arabi         |
| 1951 | Milano            | Stanley Stanczyk       | Jean Debuf           | Hassan Rahnavardi         |
| 1953 | Stoccolma         | Arkadij Vorob'ëv       | Trofim Lomakin       | Stanley Stanczyk          |
| 1954 | Vienna            | Tommy Kono             | Trofim Lomakin       | Jean Debuf                |
| 1955 | Monaco di Baviera | Tommy Kono             | Vasilij Stepanov     | James George              |
| 1957 | Teheran           | Trofim Lomakin         | James George         | Jalal Mansouri            |
| 1958 | Stoccolma         | Trofim Lomakin         | James George         | Ireneusz Paliński         |
| 1959 | Varsavia          | Rudol'f Pljukfel'der   | Ireneusz Paliński    | James George              |
| 1961 | Vienna            | Rudol'f Pljukfel'der   | Géza Tóth            | Tommy Kono                |
| 1962 | Budapest          | Győző Veres            | Tommy Kono           | Géza Tóth                 |
| 1963 | Stoccolma         | Győző Veres            | Rudol'f Pljukfel'der | Géza Tóth                 |
| 1964 | Tokyo             | Rudol'f Pljukfel'der   | Géza Tóth            | Győző Veres               |
| 1965 | Teheran           | Norbert Ozimek         | Aleksandr Kidjaev    | Jerzy Kaczkowski          |
| 1966 | Berlino Est       | Vladimir Beljaev       | Győző Veres          | Hans Zdražila             |
| 1968 | Città del Messico | Boris Selickij         | Vladimir Beljaev     | Norbert Ozimek            |
| 1969 | Varsavia          | Masashi Ōuchi          | Károly Bakos         | Boris Selickij            |
| 1970 | Columbus          | Gennadij Ivančenko     | Norbert Ozimek       | David Rigert              |
| 1971 | Lima              | Boris Pavlov           | Kaarlo Kangasniemi   | György Horváth            |
| 1972 | Monaco di Baviera | Leif Jenssen           | Norbert Ozimek       | György Horváth            |
| 1973 | L'Avana           | Vladimir Ryženkov      | Frank Zielecke       | Stefan Sochański          |
| 1974 | Manila            | Trendafil Stojčev      | Leif Jenssen         | Rolf Milser               |
| 1975 | Mosca             | Valerij Šarij          | Trendafil Stojčev    | Juhani Avellan            |
| 1976 | Montréal          | Valerij Šarij          | Trendafil Stojčev    | Péter Baczakó             |
| 1977 | Stoccarda         | Gennadij Bessonov      | Péter Baczakó        | Paweł Rabczewski          |
| 1978 | Gettysburg        | Jurij Vardanjan        | Péter Baczakó        | Paweł Rabczewski          |
| 1979 | Salonicco         | Jurij Vardanjan        | Blagoj Blagoev       | Dušan Poliačik            |
| 1980 | Mosca             | Jurij Vardanjan        | Blagoj Blagoev       | Dušan Poliačik            |
| 1981 | Lilla             | Jurij Vardanjan        | Asen Zlatev          | Dušan Poliačik            |
| 1982 | Lubiana           | Asen Zlatev            | Oleksandr Pervij     | Bertalan Mandzák          |
| 1983 | Mosca             | Jurij Vardanjan        | Asen Zlatev          | László Barsi              |
| 1984 | Los Angeles       | Petre Becheru          | Robert Kabbas        | Ryōji Isaoka              |
| 1985 | Södertälje        | Jurij Vardanjan        | Asen Zlatev          | László Király             |
| 1986 | Sofia             | Asen Zlatev            | Israil Arsamakov     | László Barsi              |
| 1987 | Ostrava           | László Barsi           | Sergej Li            | Asen Zlatev               |
| 1989 | Atene             | Kiril Kunev            | Plamen Bratojčev     | Ingo Steinhöfel           |
| 1990 | Budapest          | Altymyrat Orazdurdyýew | Sergej Li            | Kiril Kunev               |
| 1991 | Donaueschingen    | Ibragim Samadov        | Oleksandr Blyščyk    | Plamen Bratojčev          |
| 1993 | Melbourne         | Pyrros Dīmas           | Marc Huster          | Kiril Kunev               |
| 1994 | Istanbul          | Marc Huster            | Sergo Chakhoyan      | Sunay Bulut               |
| 1995 | Canton            | Pyrros Dīmas           | Marc Huster          | Vadim Vacarciuc           |
| 1997 | Chiang Mai        | Andrzej Cofalik        | Dursun Sevinç        | Krzysztof Siemion         |
| 1998 | Lathi             | Pyrros Dīmas           | Marc Huster          | Jurij Myškovec            |
| 1999 | Il Pireo          | Shahin Nassirinia      | Pyrros Dīmas         | Marc Huster               |
| 2001 | Adalia            | Giorgi Asanidze        | Aljaksandr Aniščanka | Milen Dobrev              |
| 2002 | Varsavia          | Zlatan Vanev           | Giorgi Asanidze      | Ruslan Novikaŭ            |
| 2003 | Vancouver         | Valeriu Calancea       | Yuan Aijun           | Sergo Chakhoyan           |
| 2005 | Doha              | Ilya Ilin              | Lu Yong              | Aslambek Ėdiev            |
| 2006 | Santo Domingo     | Andrėj Rybakoŭ         | Aslambek Ėdiev       | Tigran Vardan Martirosyan |
| 2007 | Chiang Mai        | Andrėj Rybakoŭ         | Aslambek Ėdiev       | Vadzim Stral'coŭ          |
| 2009 | Goyang            | Lu Yong                | Sjarhej Lahun        | Vladimir Kuznecov         |
| 2010 | Adalia            | Adrian Zieliński       | Aleksej Jufkin       | Sjarhej Lahun             |
| 2011 | Parigi            | Kianoush Rostami       | Benjamin Hennequin   | Adrian Zieliński          |
| 2013 | Breslavia         | Apti Auchadov          | Ivan Markov          | Artëm Okulov              |
| 2014 | Almaty            | Kianoush Rostami       | Ivan Markov          | Artëm Okulov              |
| 2015 | Houston           | Artëm Okulov           | Kianoush Rostami     | Apti Auchadov             |
| 2017 | Anaheim           | Arley Méndez           | Krzysztof Zwarycz    | Antonino Pizzolato        |
| 2018 | Aşgabat           | Artëm Okulov           | Pavel Chadasevič     | Revaz Davitadze           |
| 2019 | Pattaya           | Hakob Mkrtchyan        | Ali Miri             | Revaz Davitadze           |
| 2021 | Tashkent          | Yu Dong-ju             | Sarvarbek Zafarjonov | Revaz Davitadze           |
| 2022 | Bogotà            | Keydomar Vallenilla    | Brayan Rodallegas    | Liu Huanhua               |
| 2023 | Riad              | Mirmostafa Javadi      | Li Dayin             | Keydomar Vallenilla       |
| 2024 | Manama            | Karlos Nasar           | Ro Kwang-ryol        | Marin Robu                |

## Pesi mediomassimi
La categoria dei pesi mediomassimi debutta ai campionati nell'edizione di Milano del 1951 ed è stata sempre inclusa nel programma. Ha cambiato per cinque volte il limite di peso ed è stata presente per 61 edizioni. 
Cronologia limite peso
| Limite       | Periodo   |
| ------------ | --------- |
| Fino a 90 kg | 1951–1991 |
| Fino a 91 kg | 1993–1997 |
| Fino a 94 kg | 1998–2017 |
| Fino a 96 kg | 2018–2024 |
| Fino a 98 kg | 2025–     |

Albo d'oro
| Anno | Luogo             | Oro                 | Argento               | Bronzo                  |
| ---- | ----------------- | ------------------- | --------------------- | ----------------------- |
| 1951 | Milano            | Norbert Schemansky  | Mohamed Ibrahim Saleh | Firouz Pojhan           |
| 1953 | Stoccolma         | Norbert Schemansky  | Mohamed Ibrahim Saleh | Mohamed Ali Abdel Kerim |
| 1954 | Vienna            | Arkadij Vorob'ëv    | Dave Sheppard         | Clyde Emrich            |
| 1955 | Monaco di Baviera | Arkadij Vorob'ëv    | Clyde Emrich          | Hassan Rahnavardi       |
| 1957 | Teheran           | Arkadij Vorob'ëv    | Hassan Rahnavardi     | Firouz Pojhan           |
| 1958 | Stoccolma         | Arkadij Vorob'ëv    | Dave Sheppard         | Ivan Veselinov          |
| 1959 | Varsavia          | Louis Martin        | Arkadij Vorob'ëv      | Czesław Białas          |
| 1961 | Vienna            | Ireneusz Paliński   | Louis Martin          | Arkadij Vorob'ëv        |
| 1962 | Budapest          | Louis Martin        | Ireneusz Paliński     | William March           |
| 1963 | Stoccolma         | Louis Martin        | Ireneusz Paliński     | Ėduard Brovko           |
| 1964 | Tokyo             | Vladimir Golovanov  | Louis Martin          | Ireneusz Paliński       |
| 1965 | Teheran           | Louis Martin        | Vladimir Golovanov    | Géza Tóth               |
| 1966 | Berlino Est       | Géza Tóth           | Ireneusz Paliński     | Marek Gołąb             |
| 1968 | Città del Messico | Kaarlo Kangasniemi  | Jaan Talts            | Marek Gołąb             |
| 1969 | Varsavia          | Kaarlo Kangasniemi  | Bo Johansson          | Géza Tóth               |
| 1970 | Columbus          | Vasilij Kolotov     | Phil Grippaldi        | Géza Tóth               |
| 1971 | Lima              | David Rigert        | Vasilij Kolotov       | Bo Johansson            |
| 1972 | Monaco di Baviera | Andon Nikolov       | Atanas Šopov          | Hans Bettembourg        |
| 1973 | L'Avana           | David Rigert        | Vasilij Kolotov       | Peter Petzold           |
| 1974 | Manila            | David Rigert        | Sergej Poltorackij    | Peter Petzold           |
| 1975 | Mosca             | David Rigert        | Sergej Poltorackij    | Peter Petzold           |
| 1976 | Montréal          | David Rigert        | Lee James             | Atanas Šopov            |
| 1977 | Stoccarda         | Sergej Poltorackij  | Rolf Milser           | Alberto Blanco          |
| 1978 | Gettysburg        | Rolf Milser         | Gennadij Bessonov     | Ferenc Antalovics       |
| 1979 | Salonicco         | Gennadij Bessonov   | Rolf Milser           | Witold Walo             |
| 1980 | Mosca             | Péter Baczakó       | Rumen Aleksandrov     | Frank Mantek            |
| 1981 | Lilla             | Blagoj Blagoev      | Jurij Zacharevič      | Ljubomir Ušerov         |
| 1982 | Lubiana           | Blagoj Blagoev      | Jurij Vardanjan       | Frank Mantek            |
| 1983 | Mosca             | Blagoj Blagoev      | Viktor Solodov        | Andrzej Piotrowski      |
| 1984 | Los Angeles       | Nicu Vlad           | Petre Dumitru         | David Mercer            |
| 1985 | Södertälje        | Anatolij Chrapatyj  | Oro a pari merito     | Piotr Krukowski         |
| 1985 | Södertälje        | Viktor Solodov      | Oro a pari merito     | Piotr Krukowski         |
| 1986 | Sofia             | Anatolij Chrapatyj  | Viktor Solodov        | Zoltán Balázsfi         |
| 1987 | Ostrava           | Anatolij Chrapatyj  | Ivan Čakărov          | Sławomir Zawada         |
| 1989 | Atene             | Anatolij Chrapatyj  | Sergej Syrcov         | Ivan Čakărov            |
| 1990 | Budapest          | Anatolij Chrapatyj  | Ivan Čakărov          | Kim Byung-chan          |
| 1991 | Donaueschingen    | Sergej Syrcov       | Ivan Čakărov          | Kim Byung-chan          |
| 1993 | Melbourne         | Ivan Čakărov        | Kakhi Kakhiashvili    | Anatolij Chrapatyj      |
| 1994 | Istanbul          | Aleksej Petrov      | Akakios Kakiasvilis   | Viktar Beljacki         |
| 1995 | Canton            | Igor' Alekseev      | Alek'sandr Karapetyan | Andrej Makarov          |
| 1997 | Chiang Mai        | Maksim Agapitov     | Tadeusz Drzazga       | Julio Luna              |
| 1998 | Lathi             | Akakios Kakiasvilis | Oliver Caruso         | Leōnidas Kokkas         |
| 1999 | Il Pireo          | Akakios Kakiasvilis | Szymon Kołecki        | Leōnidas Kokkas         |
| 2001 | Adalia            | Kourosh Bagheri     | Nizami Paşayev        | Szymon Kołecki          |
| 2002 | Varsavia          | Nizami Paşayev      | Milen Dobrev          | Oliver Caruso           |
| 2003 | Vancouver         | Milen Dobrev        | Hakan Yılmaz          | Vadim Vacarciuc         |
| 2005 | Doha              | Nizami Paşayev      | Mukhamat Sozaev       | Milen Dobrev            |
| 2006 | Santo Domingo     | Ilya Ilin           | Szymon Kołecki        | Roman Konstantinov      |
| 2007 | Chiang Mai        | Roman Konstantinov  | Yoandry Hernández     | Szymon Kołecki          |
| 2009 | Goyang            | Kim Min-jae         | Kim Seon-jong         | Andrej Demanov          |
| 2010 | Adalia            | Aleksandr Ivanov    | Artem Ivanov          | Valeriu Calancea        |
| 2011 | Parigi            | Ilya Ilin           | Artem Ivanov          | Saeid Mohammadpour      |
| 2013 | Breslavia         | Aleksandr Ivanov    | Almas Uteşov          | Ramazan Rasulov         |
| 2014 | Almaty            | Žasulan Kydyrbaev   | Aurimas Didžbalis     | Vadzim Stral'coŭ        |
| 2015 | Houston           | Vadzim Stral'coŭ    | Adrian Zieliński      | Dmytro Čumak            |
| 2017 | Anaheim           | Sohrab Moradi       | Ayoub Mousavi         | Fares El-Bakh           |
| 2018 | Aşgabat           | Sohrab Moradi       | Tian Tao              | Nicolae Onică           |
| 2019 | Pattaya           | Tian Tao            | Fares El-Bakh         | Anton Pliesnoi          |
| 2021 | Tashkent          | Lesman Paredes      | Fares El-Bakh         | Keydomar Vallenilla     |
| 2022 | Bogotà            | Lesman Paredes      | Nurgissa Adiletuly    | Jhor Moreno             |
| 2023 | Riad              | Karim Abokahla      | Won Jong-beom         | Qasim Al-Lami           |
| 2024 | Manama            | Nurgissa Adiletuly  | Revaz Davitadze       | Ali Alipour             |

## Pesi massimi primi
La categoria dei pesi massimi primi debutta ai campionati nel 1977. Non venne inclusa nel programma tra il 1998 e il 2017. Ha cambiato per tre volte il limite di peso ed è stata presente per 24 edizioni.
Cronologia limite peso
| Limite        | Periodo   |
| ------------- | --------- |
| Fino a 100 kg | 1969–1991 |
| Fino a 99 kg  | 1993–1997 |
| Fino a 102 kg | 2018–2024 |

Albo d'oro
| Anno | Luogo          | Oro                 | Argento           | Bronzo               |
| ---- | -------------- | ------------------- | ----------------- | -------------------- |
| 1977 | Stoccarda      | Anatolij Kozlov     | Helmut Losch      | Michel Broillet      |
| 1978 | Gettysburg     | David Rigert        | Sergej Arakelov   | Manfred Funke        |
| 1979 | Salonicco      | Pavel Syrčin        | János Sólyomvári  | Alberto Blanco       |
| 1980 | Mosca          | Ota Zaremba         | Igor' Nikitin     | Alberto Blanco       |
| 1981 | Lilla          | Viktor Soc          | Bruno Matykiewicz | Veselin Osikovski    |
| 1982 | Lubiana        | Viktor Soc          | Jurij Zacharevič  | Bruno Matykiewicz    |
| 1983 | Mosca          | Pavel Kuznecov      | Aleksandr Popov   | Andrzej Komar        |
| 1984 | Los Angeles    | Rolf Milser         | Vasile Groapă     | Pekka Niemi          |
| 1985 | Södertälje     | Andor Szanyi        | Pavel Kuznecov    | Nicu Vlad            |
| 1986 | Sofia          | Nicu Vlad           | Boris Seregin     | Andor Szanyi         |
| 1987 | Ostrava        | Pavel Kuznecov      | Nicu Vlad         | Andor Szanyi         |
| 1989 | Atene          | Petăr Stefanov      | Nicu Vlad         | Pavel Kuznecov       |
| 1990 | Budapest       | Nicu Vlad           | Igor' Sadykov     | Sergej Kopytov       |
| 1991 | Donaueschingen | Igor' Sadykov       | Ivalin Rajčev     | Francis Tournefier   |
| 1993 | Melbourne      | Viktor Tregubov     | Sergej Syrcov     | Igor' Sadykov        |
| 1994 | Istanbul       | Sergej Syrcov       | Viktor Tregubov   | Stanislav Rybalčenko |
| 1995 | Canton         | Akakios Kakiasvilis | Sergej Syrcov     | Anatolij Chrapatyj   |
| 1997 | Chiang Mai     | Martin Tešovič      | Choi Jong-keun    | Oleksij Obuchov      |
| 2018 | Aşgabat        | Ali Hashemi         | Dmytro Čumak      | Reza Beiralvand      |
| 2019 | Pattaya        | Jaŭhen Cichancoŭ    | Jin Yun-seong     | Reza Dehdar          |
| 2021 | Tashkent       | Rasoul Motamedi     | Jin Yun-seong     | Amir Hoghoughi       |
| 2022 | Bogotà         | Fares El-Bakh       | Reza Dehdar       | Samvel Gasparyan     |
| 2023 | Riad           | Liu Huanhua         | Jang Yeon-hak     | Jaŭhen Cichancoŭ     |
| 2024 | Manama         | Artëm Antropov      | Fares El-Bakh     | Marcos Ruiz          |

## Pesi massimi
La categoria dei pesi massimi debutta ufficialmente ai campionati nell'edizione di Berlino del 1905 – le prime edizioni, denominate "Open", erano senza limiti di peso – ed è stata sempre inclusa nel programma. Ha cambiato per nove volte il limite di peso.
Cronologia limite peso
| Limite        | Periodo   |
| ------------- | --------- |
| Open          | 1891–1904 |
| Oltre 80 kg   | 1905–1913 |
| Oltre 82,5 kg | 1920–1950 |
| Oltre 90 kg   | 1951–1968 |
| Fino a 110 kg | 1969–1991 |
| Fino a 108 kg | 1993–1997 |
| Fino a 105 kg | 1998–2017 |
| Fino a 109 kg | 2018–2024 |
| Fino a 110 kg | 2025–     |

Albo d'oro
| Anno | Luogo             | Oro                   | Argento               | Bronzo                |
| ---- | ----------------- | --------------------- | --------------------- | --------------------- |
| 1891 | Londra            | Edward Lawrence Levy  | Giacomo Zafarana      | Arthur François       |
| 1898 | Vienna            | Wilhelm Türk          | Eduard Binder         | Georg Hackenschmidt   |
| 1899 | Milano            | Sergej Eliseev        | Johannes Rödl         | Enrico Scuri          |
| 1903 | Parigi            | François Lancoud      | Heinrich Schneidereit | Gustave Empain        |
| 1903 | Parigi            | P. Bonne              | Sergej Eliseev        | Emiel Deriac          |
| 1904 | Vienna            | Josef Steinbach       | Josef Grafl           | Johann Staudinger     |
| 1905 | Berlino           | Josef Steinbach       | Karl Witzelsberger    | Franz Pilka           |
| 1905 | Duisburg          | Josef Steinbach       | Heinrich Neuhaus      | Alois Selos           |
| 1905 | Parigi            | Émile Schweitzer      | Jean-Pierre Péchaud   | Gustave Laqueille     |
| 1906 | Lilla             | Heinrich Schneidereit | Émile Besson          | Gustave Falleur       |
| 1907 | Francoforte       | Heinrich Rondi        | Heinrich Schneidereit | Georg Schleidt        |
| 1908 | Vienna            | Josef Grafl           | Berthold Tandler      | Edmund Danzer         |
| 1909 | Vienna            | Josef Grafl           | Karl Swoboda          | Berthold Tandler      |
| 1910 | Düsseldorf        | Josef Grafl           | Heinrich Rondi        | Berthold Tandler      |
| 1910 | Vienna            | Josef Grafl           | Karl Swoboda          | Berthold Tandler      |
| 1911 | Stoccarda         | Josef Grafl           | Heinrich Rondi        | Heinrich Schneidereit |
| 1911 | Berlino           | Karl Swoboda          | Berthold Tandler      | Franz Buchholz        |
| 1911 | Dresda            | Berthold Tandler      | Antoon Dorregeest     | Hermann Gäßler        |
| 1911 | Vienna            | Karl Swoboda          | Josef Grafl           | Berthold Tandler      |
| 1913 | Breslavia         | Josef Grafl           | Berthold Tandler      | Jan Krauze            |
| 1920 | Vienna            | Karl Mörke            | Franz Aigner          | Heinrich Alscher      |
| 1922 | Tallinn           | Harald Tammer         | Kārlis Leilands       | Kaljo Raag            |
| 1923 | Vienna            | Franz Aigner          | Josef Leppelt         | Georg Schrammel       |
| 1937 | Parigi            | Josef Manger          | Václav Pšenička       | Heinz Schattner       |
| 1938 | Vienna            | Josef Manger          | Steve Stanko          | Arnold Luhaäär        |
| 1946 | Parigi            | John Davis            | Jakov Kucenko         | Mohamed Geisa         |
| 1947 | Filadelfia        | John Davis            | Norbert Schemansky    | Václav Bečvář         |
| 1949 | Scheveningen      | John Davis            | Niels Petersen        | Robert Allart         |
| 1950 | Parigi            | John Davis            | Jakov Kucenko         | Mel Barnett           |
| 1951 | Milano            | John Davis            | James Bradford        | Mohamed Geisa         |
| 1953 | Stoccolma         | Doug Hepburn          | John Davis            | Humberto Selvetti     |
| 1954 | Vienna            | Norbert Schemansky    | James Bradford        | Franz Hölbl           |
| 1955 | Monaco di Baviera | Paul Anderson         | James Bradford        | Eino Mäkinen          |
| 1957 | Teheran           | Aleksej Medvedev      | Humberto Selvetti     | Alberto Pigaiani      |
| 1958 | Stoccolma         | Aleksej Medvedev      | Dave Ashman           | Firouz Pojhan         |
| 1959 | Varsavia          | Jurij Vlasov          | James Bradford        | Ivan Veselinov        |
| 1961 | Vienna            | Jurij Vlasov          | Richard Zirk          | Eino Mäkinen          |
| 1962 | Budapest          | Jurij Vlasov          | Norbert Schemansky    | Gary Gubner           |
| 1963 | Stoccolma         | Jurij Vlasov          | Norbert Schemansky    | Leonid Žabotyns'kyj   |
| 1964 | Tokyo             | Leonid Žabotyns'kyj   | Jurij Vlasov          | Norbert Schemansky    |
| 1965 | Teheran           | Leonid Žabotyns'kyj   | Gary Gubner           | Károly Ecser          |
| 1966 | Berlino Est       | Leonid Žabotyns'kyj   | Bob Bednarski         | Stanislav Batiščev    |
| 1968 | Città del Messico | Leonid Žabotyns'kyj   | Serge Reding          | Joseph Dube           |
| 1969 | Varsavia          | Bob Bednarski         | Jaan Talts            | Kauko Kangasniemi     |
| 1970 | Columbus          | Jaan Talts            | Aleksandăr Krajčev    | Bob Bednarski         |
| 1971 | Lima              | Jurij Kozin           | Stefan Grützner       | Aleksandăr Krajčev    |
| 1972 | Monaco di Baviera | Jaan Talts            | Aleksandăr Krajčev    | Stefan Grützner       |
| 1973 | L'Avana           | Pavel Pervušin        | Helmut Losch          | Javier González       |
| 1974 | Manila            | Valerij Ustjužin      | Jürgen Ciezki         | Jurij Zajcev          |
| 1975 | Mosca             | Valentin Hristov      | Vasilij Mažejkov      | Jürgen Ciezki         |
| 1976 | Montréal          | Jurij Zajcev          | Krăstju Semerdžiev    | Tadeusz Rutkowski     |
| 1977 | Stoccarda         | Valentin Hristov      | Jurij Zajcev          | Jürgen Ciezki         |
| 1978 | Gettysburg        | Jurij Zajcev          | Jürgen Ciezki         | Leif Nilsson          |
| 1979 | Salonicco         | Sergej Arakelov       | Valentin Hristov      | Leonid Taranenko      |
| 1980 | Mosca             | Leonid Taranenko      | Valentin Hristov      | György Szalai         |
| 1981 | Lilla             | Valerij Kravčuk       | Vjačeslav Klokov      | Plamen Asparuhov      |
| 1982 | Lubiana           | Sergej Arakelov       | Vjačeslav Klokov      | Anton Baraniak        |
| 1983 | Mosca             | Vjačeslav Klokov      | József Jacsó          | Anton Baraniak        |
| 1984 | Los Angeles       | Norberto Oberburger   | Ștefan Tașnadi        | Guy Carlton           |
| 1985 | Södertälje        | Jurij Zacharevič      | Miloš Čiernik         | Norberto Oberburger   |
| 1986 | Sofia             | Jurij Zacharevič      | Serhij Nahirnyj       | József Jacsó          |
| 1987 | Ostrava           | Jurij Zacharevič      | József Jacsó          | Anton Baraniak        |
| 1989 | Atene             | Stefan Botev          | Andrew Davies         | Mirosław Dąbrowski    |
| 1990 | Budapest          | Stefan Botev          | Nail' Muchamed'jarov  | Pavlos Saltsidis      |
| 1991 | Donaueschingen    | Artur Akoev           | Ronny Weller          | Ernesto Montoya       |
| 1993 | Melbourne         | Timur Tajmazov        | Stefan Botev          | Ihor Razor'onov       |
| 1994 | Istanbul          | Timur Tajmazov        | Nicu Vlad             | Artur Akoev           |
| 1995 | Canton            | Ihor Razor'onov       | Cui Wenhua            | Sergej Flerko         |
| 1997 | Chiang Mai        | Cui Wenhua            | Mariusz Jędra         | Wes Barnett           |
| 1998 | Lathi             | Ihor Razor'onov       | Cui Wenhua            | Denys Hotfrid         |
| 1999 | Il Pireo          | Denys Hotfrid         | Evgenij Šišljannikov  | Choi Jong-keun        |
| 2001 | Adalia            | Vladimir Smorčkov     | Bünyamin Sudaş        | Ihor Razor'onov       |
| 2002 | Varsavia          | Denys Hotfrid         | Alan Cagaev           | Vladimir Smorčkov     |
| 2003 | Vancouver         | Said Saif Asaad       | Vladimir Smorčkov     | Bünyamin Sudaş        |
| 2005 | Doha              | Dmitrij Klokov        | Vladimir Smorčkov     | Bünyamin Sudaş        |
| 2006 | Santo Domingo     | Marcin Dołęga         | Dmitrij Lapikov       | Dmitrij Klokov        |
| 2007 | Chiang Mai        | Andrėj Aramnaŭ        | Alan Cagaev           | Dmitrij Klokov        |
| 2009 | Goyang            | Marcin Dołęga         | Roman Konstantinov    | Oleksij Torochtij     |
| 2010 | Adalia            | Marcin Dołęga         | Dmitrij Klokov        | Vladimir Smorčkov     |
| 2011 | Parigi            | Chadžimurat Akkaev    | Dmitrij Klokov        | Oleksij Torochtij     |
| 2013 | Breslavia         | Ruslan Nurudinov      | David Bedžanjan       | Bartłomiej Bonk       |
| 2014 | Almaty            | Ilya Ilin             | Ruslan Nurudinov      | David Bedžanjan       |
| 2015 | Houston           | Aleksandr Zaychikov   | David Bedžanjan       | Artūrs Plēsnieks      |
| 2017 | Anaheim           | Ali Hashemi           | Artūrs Plēsnieks      | İvan Yefremov         |
| 2018 | Aşgabat           | Simon Martirosyan     | Yang Zhe              | Arkadiusz Michalski   |
| 2019 | Pattaya           | Simon Martirosyan     | Andrėj Aramnaŭ        | Yang Zhe              |
| 2021 | Tashkent          | Akbar Djuraev         | Ruslan Nurudinov      | Simon Martirosyan     |
| 2022 | Bogotà            | Ruslan Nurudinov      | Giorgi Chkheidze      | Rafael Cerro          |
| 2023 | Riad              | Akbar Djuraev         | Ruslan Nurudinov      | Dadaş Dadaşbəyli      |
| 2024 | Manama            | Ruslan Nurudinov      | Dadaş Dadaşbəyli      | Mehdi Karami          |

## Pesi supermassimi
La categoria dei pesi supermassimi debutta ai campionati nel 1969 ed è stata sempre inclusa nel programma. Ha cambiato per cinque volte il limite di peso ed è stata presente per 47 edizioni.
Cronologia limite peso
| Limite         | Periodo   |
| -------------- | --------- |
| Oltre i 110 kg | 1969–1991 |
| Oltre i 108 kg | 1993–1997 |
| Oltre i 105 kg | 1998–2017 |
| Oltre i 109 kg | 2018–2024 |
| Oltre i 110 kg | 2025–     |

Albo d'oro
| Anno | Luogo             | Oro                | Argento              | Bronzo             |
| ---- | ----------------- | ------------------ | -------------------- | ------------------ |
| 1969 | Varsavia          | Joseph Dube        | Serge Reding         | Stanislav Batiščev |
| 1970 | Columbus          | Vasilij Alekseev   | Serge Reding         | Kalevi Lahdenranta |
| 1971 | Lima              | Vasilij Alekseev   | Ken Patera           | Ivan Atanasov      |
| 1972 | Monaco di Baviera | Vasilij Alekseev   | Rudolf Mang          | Gerd Bonk          |
| 1973 | L'Avana           | Vasilij Alekseev   | Rudolf Mang          | Stanislav Batiščev |
| 1974 | Manila            | Vasilij Alekseev   | Serge Reding         | Jürgen Heuser      |
| 1975 | Mosca             | Vasilij Alekseev   | Gerd Bonk            | Hristo Plačkov     |
| 1976 | Montréal          | Vasilij Alekseev   | Gerd Bonk            | Helmut Losch       |
| 1977 | Stoccarda         | Vasilij Alekseev   | Aslanbek Enaldiev    | Jürgen Heuser      |
| 1978 | Gettysburg        | Jürgen Heuser      | Sultan Rachmanov     | Gerd Bonk          |
| 1979 | Salonicco         | Sultan Rachmanov   | Jürgen Heuser        | Gerd Bonk          |
| 1980 | Mosca             | Sultan Rachmanov   | Jürgen Heuser        | Tadeusz Rutkowski  |
| 1981 | Lilla             | Anatolij Pisarenko | Senno Salzwedel      | Tadeusz Rutkowski  |
| 1982 | Lubiana           | Anatolij Pisarenko | Antonio Krăstev      | Bohuslav Braum     |
| 1983 | Mosca             | Anatolij Pisarenko | Aleksandr Kurlovič   | Antonio Krăstev    |
| 1984 | Los Angeles       | Dean Lukin         | Mario Martinez       | Manfred Nerlinger  |
| 1985 | Södertälje        | Antonio Krăstev    | Aleksandr Gunjašev   | Manfred Nerlinger  |
| 1986 | Sofia             | Antonio Krăstev    | Manfred Nerlinger    | Robert Skolimowski |
| 1987 | Ostrava           | Aleksandr Kurlovič | Leonid Taranenko     | Antonio Krăstev    |
| 1989 | Atene             | Aleksandr Kurlovič | Rezvan Gelischanov   | Michael Schubert   |
| 1990 | Budapest          | Leonid Taranenko   | Artur Akoev          | Jiří Zubrický      |
| 1991 | Donaueschingen    | Aleksandr Kurlovič | Manfred Nerlinger    | Kim Tae-hyun       |
| 1993 | Melbourne         | Ronny Weller       | Manfred Nerlinger    | Andrej Čemerkin    |
| 1994 | Istanbul          | Aleksandr Kurlovič | Andrej Čemerkin      | Stefan Botev       |
| 1995 | Canton            | Andrej Čemerkin    | Ronny Weller         | Stefan Botev       |
| 1997 | Chiang Mai        | Andrej Čemerkin    | Ronny Weller         | Viktors Ščerbatihs |
| 1998 | Lathi             | Andrej Čemerkin    | Ara Vardanyan        | Viktors Ščerbatihs |
| 1999 | Il Pireo          | Andrej Čemerkin    | Jaber Saeed Salem    | Hossein Rezazadeh  |
| 2001 | Adalia            | Jaber Saeed Salem  | Roman Meščerjakov    | Andrej Čemerkin    |
| 2002 | Varsavia          | Hossein Rezazadeh  | Damjan Damjanov      | Artem Udačyn       |
| 2003 | Vancouver         | Hossein Rezazadeh  | Veličko Čolakov      | Viktors Ščerbatihs |
| 2005 | Doha              | Hossein Rezazadeh  | Evgenij Čigišev      | Jaber Saeed Salem  |
| 2006 | Santo Domingo     | Hossein Rezazadeh  | Artem Udačyn         | Dong Feng          |
| 2007 | Chiang Mai        | Viktors Ščerbatihs | Evgenij Čigišev      | Jaber Saeed Salem  |
| 2009 | Goyang            | An Yong-kwon       | Artem Udačyn         | Ihor Šymečko       |
| 2010 | Adalia            | Behdad Salimi      | Matthias Steiner     | Artem Udačyn       |
| 2011 | Parigi            | Behdad Salimi      | Sajjad Anoushiravani | Jeon Sang-guen     |
| 2013 | Breslavia         | Ruslan Albegov     | Bahador Molaei       | Aleksej Lovčev     |
| 2014 | Almaty            | Ruslan Albegov     | Behdad Salimi        | Mohamed Ihsan      |
| 2015 | Houston           | Lasha T'alakhadze  | Mart Seim            | Gor Minasyan       |
| 2017 | Anaheim           | Lasha T'alakhadze  | Saied Alihosseini    | Behdad Salimi      |
| 2018 | Aşgabat           | Lasha T'alakhadze  | Gor Minasyan         | Fernando Reis      |
| 2019 | Pattaya           | Lasha T'alakhadze  | Gor Minasyan         | Ruben Aleksanyan   |
| 2021 | Tashkent          | Lasha T'alakhadze  | Varazdat Lalayan     | Gor Minasyan       |
| 2022 | Bogotà            | Lasha T'alakhadze  | Gor Minasyan         | Varazdat Lalayan   |
| 2023 | Riad              | Lasha T'alakhadze  | Varazdat Lalayan     | Gor Minasyan       |
| 2024 | Manama            | Varazdat Lalayan   | Ali Davoudi          | Alireza Yousefi    |

## Medagliere
Il medagliere maschile è aggiornato ai campionati mondiali del 2024. In corsivo sono indicate le nazioni o le entità nazionali non più esistenti. Nel conteggio non è compreso il torneo riservato ai professionisti dei campionati mondiali di Parigi del 1903.
| Posiz.              | Nazione                     | Oro | Argento | Bronzo | Totale |
| ------------------- | --------------------------- | --- | ------- | ------ | ------ |
| 1                   | Unione Sovietica            | 151 | 90      | 32     | 273    |
| 2                   | Bulgaria                    | 76  | 63      | 43     | 182    |
| 3                   | Cina                        | 52  | 45      | 32     | 129    |
| 4                   | Stati Uniti                 | 37  | 39      | 19     | 95     |
| 5                   | Austria                     | 32  | 27      | 31     | 90     |
| 6                   | Iran                        | 25  | 16      | 32     | 73     |
| 7                   | Germania                    | 24  | 34      | 27     | 85     |
| 8                   | Polonia                     | 22  | 35      | 55     | 112    |
| 9                   | Russia                      | 21  | 26      | 20     | 67     |
| 10                  | Corea del Nord              | 14  | 11      | 11     | 36     |
| 11                  | Turchia                     | 13  | 11      | 10     | 34     |
| 12                  | Egitto                      | 10  | 12      | 11     | 33     |
| 13                  | Giappone                    | 10  | 7       | 20     | 37     |
| 14                  | Kazakistan                  | 10  | 5       | 6      | 21     |
| 15                  | Ungheria                    | 9   | 26      | 29     | 64     |
| 16                  | Grecia                      | 8   | 9       | 5      | 22     |
| 17                  | Georgia                     | 8   | 5       | 5      | 18     |
| 18                  | Cuba                        | 8   | 4       | 11     | 23     |
| 19                  | Francia                     | 7   | 12      | 17     | 36     |
| 20                  | Bielorussia                 | 7   | 4       | 6      | 17     |
| 21                  | Corea del Sud               | 6   | 12      | 11     | 29     |
| 22                  | Ucraina                     | 6   | 6       | 12     | 24     |
| 23                  | Uzbekistan                  | 6   | 4       | 4      | 14     |
| 24                  | Romania                     | 5   | 13      | 11     | 29     |
| 25                  | Armenia                     | 5   | 10      | 11     | 26     |
| 26                  | Qatar                       | 5   | 4       | 4      | 13     |
| 27                  | Regno Unito                 | 5   | 3       | 4      | 12     |
| 28                  | Germania Est                | 4   | 19      | 29     | 52     |
| 29                  | Svizzera                    | 4   | 4       | 2      | 10     |
| 30                  | Indonesia                   | 3   | 8       | 5      | 16     |
| 31                  | Germania Ovest              | 3   | 5       | 3      | 11     |
| 32                  | Colombia                    | 3   | 4       | 8      | 15     |
| 33                  | Estonia                     | 3   | 4       | 6      | 13     |
| 34                  | Cecoslovacchia              | 3   | 3       | 15     | 21     |
| 35                  | Thailandia                  | 3   | 2       | 3      | 8      |
| 36                  | Italia                      | 2   | 6       | 10     | 18     |
| 37                  | Vietnam                     | 2   | 4       | 5      | 11     |
| 38                  | Azerbaigian                 | 2   | 2       | 4      | 8      |
| 39                  | Finlandia                   | 2   | 1       | 9      | 12     |
| 40                  | Lettonia                    | 1   | 3       | 5      | 9      |
| 41                  | Australia                   | 1   | 3       | 4      | 8      |
| 42                  | Norvegia                    | 1   | 3       | 0      | 4      |
| 43                  | Taipei cinese               | 1   | 2       | 3      | 6      |
| 44                  | Turkmenistan                | 1   | 2       | 0      | 3      |
| 45                  | Svezia                      | 1   | 1       | 6      | 8      |
| 46                  | Canada                      | 1   | 1       | 2      | 4      |
| 47                  | Bahrein                     | 1   | 1       | 1      | 3      |
| 48                  | Venezuela                   | 1   | 0       | 4      | 5      |
| 49                  | Filippine                   | 1   | 0       | 1      | 2      |
| 49                  | Slovacchia                  | 1   | 0       | 1      | 2      |
| 51                  | Cile                        | 1   | 0       | 0      | 1      |
| 52                  | Belgio                      | 0   | 4       | 3      | 7      |
| 53                  | Danimarca                   | 0   | 3       | 0      | 3      |
| 54                  | Paesi Bassi                 | 0   | 2       | 0      | 2      |
| 55                  | Moldavia                    | 0   | 1       | 4      | 5      |
| 56                  | Argentina                   | 0   | 1       | 1      | 2      |
| 56                  | Brasile                     | 0   | 1       | 1      | 2      |
| 58                  | Albania                     | 0   | 1       | 0      | 1      |
| 58                  | Croazia                     | 0   | 1       | 0      | 1      |
| 58                  | Guyana                      | 0   | 1       | 0      | 1      |
| 58                  | Libano                      | 0   | 1       | 0      | 1      |
| 58                  | Lituania                    | 0   | 1       | 0      | 1      |
| 58                  | Malaysia                    | 0   | 1       | 0      | 1      |
| 64                  | Arabia Saudita              | 0   | 0       | 2      | 2      |
| 64                  | Birmania                    | 0   | 0       | 2      | 2      |
| 64                  | Iraq                        | 0   | 0       | 2      | 2      |
| 67                  | Fed. Russa di Soll. pesi    | 0   | 0       | 1      | 1      |
| 67                  | Porto Rico                  | 0   | 0       | 1      | 1      |
| 67                  | Spagna                      | 0   | 0       | 1      | 1      |
| 67                  | Tunisia                     | 0   | 0       | 1      | 1      |
| –                   | Atleti Individuali Neutrali | 0   | 0       | 1      | 1      |
| Totale (70 nazioni) | Totale (70 nazioni)         | 628 | 629     | 625    | 1882   |

## Plurimedagliati
La tabella mostra coloro che hanno vinto almeno 5 medaglie d'oro nel risultato totale. Il grassetto indica i sollevatori di pesi attivi e il numero di medaglie più alto tra tutti i sollevatori di pesi (compresi quelli non inclusi in queste tabelle) per tipo.
| Pos. | Atleta                             | Nazione                     | Limiti peso                 | Periodo   | Oro | Arg | Bro | Tot |
| ---- | ---------------------------------- | --------------------------- | --------------------------- | --------- | --- | --- | --- | --- |
| 1    | Vasilij Alekseev                   | Unione Sovietica            | +110 kg                     | 1970–1977 | 8   | 0   | 0   | 8   |
| 2    | Naim Sjulejmanov Naim Süleymanoğlu | Bulgaria Turchia            | 56 kg / 60 kg / 64 kg       | 1983–1995 | 7   | 1   | 0   | 8   |
| 2    | Jurij Vardanjan                    | Unione Sovietica            | 75 kg / 82.5 kg / 90 kg     | 1977–1985 | 7   | 1   | 0   | 8   |
| 4    | Lasha T'alakhadze                  | Georgia                     | +105 kg / + 109 kg          | 2015–2023 | 7   | 0   | 0   | 7   |
| 5    | Josef Grafl                        | Austria                     | Open / + 80 kg              | 1904–1913 | 6   | 2   | 0   | 8   |
| 6    | Tommy Kono                         | Stati Uniti                 | 75 kg / 82.5 kg             | 1953–1962 | 6   | 1   | 1   | 8   |
| 7    | John Davis                         | Stati Uniti                 | 82.5 kg / + 82.5 kg / 90 kg | 1938–1952 | 6   | 1   | 0   | 7   |
| 8    | Yoshinobu Miyake                   | Giappone                    | 56 kg / 60 kg               | 1961–1968 | 6   | 0   | 1   | 7   |
| 8    | David Rigert                       | Unione Sovietica            | 82.5 kg / 90 kg / 100 kg    | 1970–1978 | 6   | 0   | 1   | 7   |
| 10   | Waldemar Baszanowski               | Polonia                     | 67.5 kg / 75 kg             | 1961–1971 | 5   | 5   | 0   | 10  |
| 11   | Arkadij Vorob'ëv                   | Unione Sovietica            | 82.5 kg / 90 kg             | 1950–1961 | 5   | 2   | 1   | 8   |
| 12   | Pete George                        | Stati Uniti                 | 67.5 kg / 75 kg             | 1947–1955 | 5   | 2   | 0   | 7   |
| 12   | Halil Mutlu                        | Turchia                     | 54 kg / 56 kg / 62 kg       | 1993–2003 | 5   | 2   | 0   | 7   |
| 12   | Janko Rusev                        | Bulgaria                    | 54 kg / 56 kg / 62 kg       | 1993–2003 | 5   | 2   | 0   | 7   |
| 15   | Mohammad Nassiri                   | Iran                        | 52 kg / 56 kg               | 1966–1976 | 5   | 1   | 3   | 9   |
| 16   | Chen Lijun                         | Cina                        | 62 kg / 67 kg               | 2013–2023 | 5   | 1   | 0   | 6   |
| 16   | Viktor Kurencov                    | Unione Sovietica            | 75 kg                       | 1964–1970 | 5   | 1   | 0   | 6   |
| 16   | Lü Xiaojun                         | Cina                        | 75 kg                       | 1964–1970 | 5   | 1   | 0   | 6   |
| 19   | Anatolij Chrapatyj                 | Unione Sovietica Kazakistan | 90 kg / 91 kg / 99 kg       | 1985–1995 | 5   | 0   | 2   | 7   |
| 19   | Stanley Stanczyk                   | Stati Uniti                 | 67.5 kg / 75 kg / 82.5 kg   | 1946–1954 | 5   | 0   | 2   | 7   |
| 21   | Vladimir Stogov                    | Unione Sovietica            | 56 kg                       | 1955–1962 | 5   | 0   | 1   | 6   |
| 22   | Deng Wei                           | Cina                        | 58 kg / 63 kg / 64 kg       | 2010–2019 | 5   | 0   | 0   | 5   |
| 22   | Om Yun-chol                        | Corea del Nord              | 55 kg / 56 kg               | 2013–2019 | 5   | 0   | 0   | 5   |